# Iglesia de San Pedro y San Pablo (Luxemburgo)
La Iglesia de San Pedro y San Pablo (en luxemburgués: Russesch-orthodox Kierch zu Lëtzebuerg) Es la primera iglesia ortodoxa rusa en Luxemburgo. Se encuentra bajo la jurisdicción de la Diócesis de Europa Occidental de la Iglesia Ortodoxa Rusa.
En 1975, con el permiso de las autoridades locales se obtuvo un lote de tierra. En 1979 el arzobispo Anthony (Bartoshevich) colocó la primera piedra de la iglesia.
El templo fue consagrado el 12 de julio de 1982 en honor de los Santos Apóstoles Pedro y Pablo. El primer sacerdote y que sigue estando activo Sergey Pukh.